# Иванов, Борис Владимирович (писатель)
Борис Владимирович Иванов — советский писатель.

## Биография
Родился в 1917 году в Москве. Член КПСС.
Участник советско-финской и Великой Отечественной войн. С 1946 года — на хозяйственной, общественной и политической работе. В 1946—1992 гг. — литсотрудник, журналист-обозреватель, корреспондент, ответственный секретарь издания, заместителя главного редактора газеты «Комсомольская Правда», ответственный секретарь, заместитель главного редактора журнала «Огонек».
Член Правления ЦДЖ, руководитель секции очерка Союза журналистов Москвы.
Лауреат премии Союза журналистов (1968), лауреат премии имени В. Воровского СЖ СССР в области международной журналистики..
Умер в Москве в 1992 году.